# Плезантвил (Ајова)
Плезантвил (енгл. Pleasantville) град је у америчкој савезној држави Ајова. По попису становништва из 2010. у њему је живело 1.694 становника.

## Демографија
Према попису становништва из 2010. у граду је живело 1.694 становника, што је 155 (10,1%) становника више него 2000. године.
| Група             | 2000.         | 2010.         |
| Белци             | 1.492 (96,9%) | 1.633 (96,4%) |
| Афроамериканци    | 1 (0,1%)      | 5 (0,3%)      |
| Азијати           | 10 (0,6%)     | 12 (0,7%)     |
| Хиспаноамериканци | 23 (1,5%)     | 29 (1,7%)     |
| Укупно            | 1.539         | 1.694         |